# Louis Vuylsteke
Louis Albert Vuylsteke (Geluwe, 8 januari 1774 - Geluwe, 15 juni 1854) was een Belgisch architect en volksvertegenwoordiger.

## Levensloop
Vuylsteke was een zoon van brouwer Philippe Albert Vuylsteke en van Barbe Thérèse Van Wildemeersch; hij bleef ongehuwd. 
Hij was architect, bouwheer en ondernemer en werkte samen met zijn broer Eugeen Vuylsteke. Tijdens de eerste helft van de negentiende eeuw was hij een van de belangrijkste ontwerpers van kerkgebouwen in West-Vlaanderen. Hij maakte de plannen voor de uitbreiding, verbouwing en nieuwbouw van kerken, pastorieën en kloosters, hoofdzakelijk in neoclassicistische stijl. Tot zijn belangrijkste projecten horen de uitbreidingen van de Sint-Jan de Doperkerk in Anzegem, de Sint-Hilariuskerk in Wevelgem en de Sint-Niklaaskerk in Rekkem, het klooster van de Grauwe Zusters in Wervik en de kapel van het klooster van de Grauwe Zusters in Poperinge, en de pastorieën van Aalter en Lotenhulle. 
Op 29 augustus 1831 werd hij verkozen tot katholiek volksvertegenwoordiger voor het arrondissement Ieper. Hij vervulde dit mandaat tot 13 juni 1837 en werd toen opgevolgd door Auguste de Florisone. Tijdens de periode waarin hij zetelde, deed hij geen enkele tussenkomst in openbare zitting.